# Synagogue de Pont-à-Mousson
La synagogue de Pont-à-Mousson se situe dans la ville française de Pont-à-Mousson au sein du département de Meurthe-et-Moselle dans la région historique et culturelle de Lorraine.

## Situation
La synagogue profane est située au 44, rue Charles-Lepois, anciennement rue des Boulevards, cachée derrière la maison de l'ancien rabbin.  

## Histoire
En totalité, la synagogue, y compris l'arche sainte, la cloison entre le vestibule et la salle de prière, les deux fontaines, la totalité du sol de la cour et son mur ouest, ainsi que les escaliers conduisant à la tribune des femmes et aux anciens bains rituels sont inscrits au titre des monuments historiques par arrêté du 8 avril 2014.
Une communauté Juive s'installe dans la ville dès 1791 lors de l'Émancipation, un premier lieu de culte ouvre en 1795 rue de la Visitation vendu en 1831 est converti en pensionnat de jeunes-filles. Pont-à-Mousson comptait une vingtaine de familles juives au XVIIIe siècle. 
La synagogue est construite en 1830 en moellons enduits et fut remaniée entre 1892 et 1894 sur les plans de l'architecte de la ville Callay.  L'ancienne maison communautaire est cédée en 1975, hormis la grande salle du rez-de-chaussée et d'un droit de passage. En 1988, c'est l'ensemble de la propriété qui est acheté pour être utilisé comme hangar. Conservée depuis le début des années 2000, elle est peu à peu abandonnée. 

## Description
Le monument est disposé en plan rectangulaire, il est recouvert d'une toiture à longs pans et de croupes en ardoises. Un encadrement mouluré imprègne la porte d'entrée principale qui est surmontée d'un fronton triangulaire portant une inscription hébraïque. 
Une fontaine rituelle en pierre à décor de coquille loge dans le vestibule, le reste de l'intérieur est occupé par la salle de prière qui est couverte d'un simple plafond en plâtre. Une arche sainte en bois est installée perpendiculairement à la cour et peinte de style classique, placée contre le mur oriental. 
L'édifice montre une rareté typologique, la synagogue est décorée de quelques motifs végétaux et verrières colorées. 